# Ньїнґма

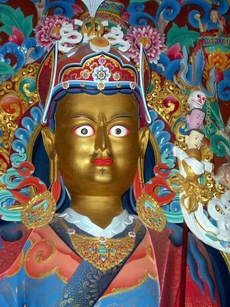
Статуя Падмасамбхави або гуру Рінпоче біля Куллу, Індія

Ньїнґма — найстаріша з чотирьох сучасних шкіл тибетського буддизму (решта — Каґ'ю, Сак'я і Ґелуґ). Слово «Ньїнґма» означає «стародавній» та часто перекладається як «школа стародавніх традицій», оскільки ця школа засновується на перших перекладах буддистських текстів з санскриту тибетською у VIII столітті, а тибетське письмо фактично було створене для цього перекладу. Зараз центром традиції є регіон Кхам у Східному Тибеті.
Засновниками школи вважаються Шантаракшіта та Падмасамбхава.